# Lisina carbammiltransferasi
La lisina carbamoiltransferasi è un enzima appartenente alla classe delle transferasi, che catalizza la seguente reazione:
carbammilfosfato + L-lisina ⇄ fosfato + L-omocitrullina
L'enzima differisce dalla ornitina carbammiltransferasi (numero EC 2.1.3.3).